# Nicole Hanselmann
Nicole Hanselmann, née le 6 mai 1991 à Uster est une coureuse cycliste suisse, membre de l'équipe Cervélo Bigla.

## Biographie
Le 4 mars 2019, lors de la Circuit Het Nieuwsblad, après une échappée qui l'a fait se rapprocher du peloton masculin, elle est obligée de s'arrêter près de dix minutes pour permettre aux organisateurs de re-créer un écart entre les peloton féminin et masculin et perd son avance face à ses concurrentes. La course féminine, longue de 122,9 km, se déroule sur une partie du parcours de la course masculine de 200 km et, se rejoint sur une partie du parcours. Elle termine finalement 74e de la course à 12 min 59 s de la vainqueur, la Néerlandaise Chantal Blaak.

## Palmarès sur route

### Palmarès par années
- 2008
  - 3e du GP-5-Sterne-Region
- 2009
  -  Championne de Suisse sur route junior
- 2013
  - Tour de Berne
  - Grand Prix Cham-Hagendorn
  - 2e du GP-5-Sterne-Region
- 2014
  - 2e du GP-5-Sterne-Region
  - 3e du championnat de Suisse du contre-la-montre
- 2016
  - Enfer du Chablais
  - 1re étape du Tour de Norvège
  - 2e du championnat de Suisse sur route
  - 2e du championnat de Suisse du contre-la-montre
  - 2e du contre-la-montre par équipes de l'Open de Suède Vårgårda
- 2017
  -  Championne de Suisse sur route
  - 2e du contre-la-montre par équipes de l'Open de Suède Vårgårda
  - 3e du championnat de Suisse du contre-la-montre
- 2018
  -  Championne de Suisse du contre-la-montre
  - 3e du championnat de Suisse sur route
- 2019
  - 2e de l'Enfer du Chablais
  - 2e de Coire-Arosa

### Classement mondial
| Année                                 | 2012 | 2013 | 2014 | 2015 | 2016 | 2017 | 2018 | 2019 | 2020 | 2021 |
| ------------------------------------- | ---- | ---- | ---- | ---- | ---- | ---- | ---- | ---- | ---- | ---- |
| Classement UCI                        | 278e | nc   | 453e | nc   | 145e | 149e | 381e | 722e | 470e | 955e |
| UCI World Tour                        |      |      |      |      | nc   | 83e  | 267e | nc   | 136e | nc   |
|                                       |      |      |      |      |      |      |      |      |      |      |
| Légende : nc = non classéSource : UCI |      |      |      |      |      |      |      |      |      |      |